# برشاوشان هش
برشاوشان هش (الاسم العلمي: Adiantum fragile) هو نوع من النباتات يتبع جنس البرشاوشان من الفصيلة الديشارية.